# Mixochlora radiata
Mixochlora radiata là một loài bướm đêm trong họ Geometridae.